# Persone di nome Jonathan/Attori
| Questa pagina contiene informazioni ricavate automaticamente dalle voci biografiche con l'ausilio del template Bio e di un bot. L'aggiornamento è periodico e automatico e ricostruisce completamente la pagina. Se manca una persona in questa lista, sei pregato di non aggiungerla, ma accertati piuttosto che la sua voce biografica contenga il template Bio e che i dati anagrafici siano correttamente compilati. Se il template Bio manca, inseriscilo tu stesso o, in alternativa, metti l'avviso {{tmp\|Bio}} che ne segnala la mancanza. Se i dati riportati sono sbagliati, correggi direttamente la voce biografica; le modifiche saranno visibili in questa lista entro pochi giorni. Per chiarimenti vedi il progetto antroponimi. La lista contiene solo le 83 persone che sono citate nell'enciclopedia e per le quali è stato implementato correttamente il template Bio. Pagina aggiornata al 23 mar 2025. |

Questa è una lista di persone presenti nell'enciclopedia che hanno il nome Jonathan e sono attori.

## A(5)
- Jonathan Adams, attore statunitense (Pittsburgh, n. 1967)
- Jonathan Adams, attore britannico (Northampton, n. 1931 - Londra, † 2005)
- Jonathan Ahdout, attore statunitense (Santa Monica, n. 1989)
- John Aprea, attore statunitense (Englewood, n. 1941 - Los Angeles, † 2024)
- Jonathan Aris, attore britannico (Londra, n. 1971)

## B(10)
- Jonathan Bailey, attore britannico (Wallingford, n. 1988)
- Jonathan Banks, attore statunitense (Washington, n. 1947)
- Jon Bass, attore statunitense (Bellaire, n. 1988)
- Jonathan Bennett, attore statunitense (Rossford, n. 1981)
- Manu Bennett, attore neozelandese (Rotorua, n. 1969)
- Jonathan Berlin, attore tedesco (Ulma, n. 1994)
- Jon Bernthal, attore statunitense (Washington, n. 1976)
- Jonathan Bouck, attore canadese (Winter Park, n. 1982)
- Jonathan Brandis, attore statunitense (Danbury, n. 1976 - Los Angeles, † 2003)
- Jonathan Breck, attore statunitense (Houston, n. 1965)

## C(6)
- Jonathan Cake, attore britannico (Worthing, n. 1967)
- Jonathan Cohen, attore, regista e produttore cinematografico francese (Parigi, n. 1980)
- Jonny Coyne, attore britannico (Regno Unito, n. 1953)
- Jonathan Crombie, attore e doppiatore canadese (Toronto, n. 1966 - New York, † 2015)
- Jonathan Cronin, attore statunitense (St. George)
- Jonathan Harris, attore e doppiatore statunitense (New York, n. 1914 - Los Angeles, † 2002)

## D(3)
- Jonathan Daviss, attore statunitense (Conroe, n. 2000)
- Jonathan Del Arco, attore uruguaiano (Uruguay, n. 1966)
- Jonathan Demurger, attore francese (La Rochelle, n. 1988)

## F(3)
- Jon Favreau, attore, regista e produttore cinematografico statunitense (New York, n. 1966)
- Jonathan Frakes, attore e regista statunitense (Bellefonte, n. 1952)
- Jonathan Freeman, attore, doppiatore e cantante statunitense (Cleveland, n. 1950)

## G(6)
- Jonathan Cecil, attore, doppiatore e giornalista britannico (Londra, n. 1939 - Londra, † 2011)
- Jonathan Gilbert, attore televisivo statunitense (Los Angeles, n. 1967)
- Jon Glaser, attore, comico e sceneggiatore statunitense (Chicago, n. 1968)
- Jonathan Goldstein, attore, regista televisivo e produttore televisivo statunitense (n. 1964)
- Jon Gries, attore statunitense (Glendale, n. 1957)
- Jonathan Groff, attore e cantante statunitense (Lancaster, n. 1985)

## H(11)
- Jonathan Haagensen, attore e modello brasiliano (Rio de Janeiro, n. 1983)
- Jonathan Hadary, attore statunitense (Chicago, n. 1948)
- Jonathan Hall Kovacs, attore statunitense (Contea di Alameda, n. 1969)
- Jon Hamm, attore e produttore cinematografico statunitense (Saint Louis, n. 1971)
- Jonny Harris, attore canadese (Pouch Cove, Newfoundland and Labrador, n. 1975)
- Jay Hayden, attore statunitense (Buffalo Grove, n. 1987)
- Jon Heder, attore statunitense (Fort Collins, n. 1977)
- Jonny Cruz, attore statunitense (El Paso, n. 1982)
- Jonathan Hole, attore statunitense (Eldora, n. 1904 - North Hollywood, † 1998)
- Jonathan Howard, attore britannico (Lancashire, n. 1987)
- Jonathan Hyde, attore australiano (Brisbane, n. 1948)

## J(1)
- Jonathan Jackson, attore e musicista statunitense (Orlando, n. 1982)

## K(3)
- Jon Kasdan, attore, regista e sceneggiatore statunitense (Los Angeles, n. 1979)
- Jonathan Kite, attore e comico statunitense (Skokie, n. 1979)
- Tyler Kyte, attore e cantante canadese (Lindsay, n. 1984)

## L(5)
- Jonathan LaPaglia, attore australiano (Adelaide, n. 1969)
- Kyle Labine, attore canadese (Brampton, n. 1983)
- Jonathan Lipnicki, attore statunitense (Westlake Village, n. 1990)
- Jonathan Loughran, attore statunitense (n. 1966)
- Jonathan Lynn, attore, regista e sceneggiatore britannico (Bath, n. 1943)

## M(3)
- Jonathan Majors, attore statunitense (Lompoc, n. 1989)
- Jonny Lee Miller, attore britannico (Kingston upon Thames, n. 1972)
- Jonathan Morgan Heit, attore statunitense (n. 2000)

## P(4)
- Jonny Pasvolsky, attore australiano (Città del Capo, n. 1972)
- Jonathan Phillips, attore inglese (Londra, n. 1963)
- John Pinette, attore e comico statunitense (Boston, n. 1964 - Pittsburgh, † 2014)
- Jonathan Pryce, attore britannico (Holywell, n. 1947)

## R(6)
- Jonathan Readwin, attore e regista britannico
- Greg Ellis, attore e doppiatore britannico (Wigan, n. 1968)
- Jonathan Reyes, attore francese (Parigi, n. 1984)
- Jonathan Rhys Meyers, attore, modello e musicista irlandese (Dublino, n. 1977)
- John Ritter, attore statunitense (Burbank, n. 1948 - Burbank, † 2003)
- Jonathan Roumie, attore statunitense (New York, n. 1974)

## S(10)
- Jonathan Sadowski, attore statunitense (Chicago, n. 1979)
- Jonathan Sagall, attore, regista e sceneggiatore canadese (Toronto, n. 1959)
- Jonathan Scarfe, attore canadese (Toronto, n. 1975)
- Jon Schnepp, attore, regista e sceneggiatore statunitense (West Haven, n. 1967 - Los Angeles, † 2018)
- Jon Seda, attore e pugile statunitense (New York, n. 1970)
- Jonathan Silverman, attore statunitense (Los Angeles, n. 1966)
- J. K. Simmons, attore e doppiatore statunitense (Grosse Pointe, n. 1955)
- Jonathan Slavin, attore statunitense (Camp Lejeune, n. 1969)
- Jacob Smith, attore statunitense (Monrovia, n. 1990)
- Jonathan Stark, attore, sceneggiatore e produttore televisivo statunitense (Erie, n. 1955)

## T(3)
- Jon Tenney, attore statunitense (Princeton, n. 1961)
- Jonathan Togo, attore statunitense (Rockland, n. 1977)
- Jonathan Tucker, attore statunitense (Boston, n. 1982)

## V(1)
- Jon Voight, attore statunitense (Yonkers, n. 1938)

## W(3)
- Jonathan Taylor Thomas, attore statunitense (Bethlehem, n. 1981)
- Jonathan Whitesell, attore canadese (Duncan, n. 1991)
- Jonathan Winters, attore e doppiatore statunitense (Bellbrook, n. 1925 - Montecito, † 2013)